# Kateryna Kozlova

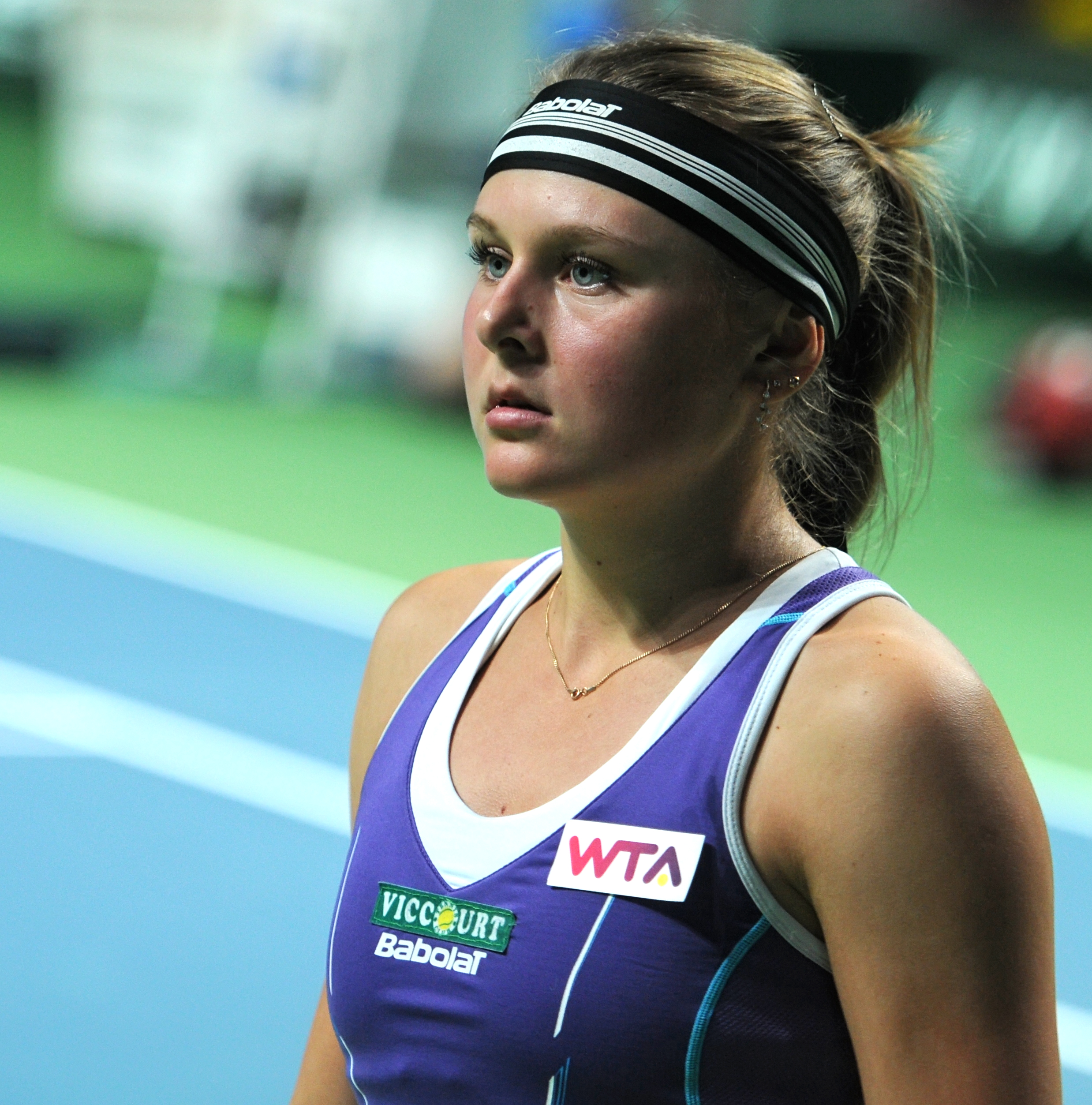
Kremlin Cup, Moskou 2014

Kateryna Kozlova (Mykolajiv, 20 februari 1994) is een tennisspeelster uit Oekraïne.
Zij begon op vijfjarige leeftijd met tennis. Haar favoriete ondergrond is hardcourt. Zij speelt rechtshandig en heeft een tweehandige backhand. Sinds december 2021 staat zij bij de WTA ingeschreven als Kateryna Baindl.

## Loopbaan

### Enkelspel
Kozlova debuteerde in 2008 op het ITF-toernooi van Charkov (Oekraïne). Zij stond in 2012 voor het eerst in een finale, op het ITF-toernooi van Stuttgart-Vaihingen (Duitsland) – hier veroverde zij haar eerste titel, door de Argentijnse Florencia Molinero te verslaan. Tot op heden(juli 2023) won zij vijf ITF-enkelspeltitels, de meest recente in 2017 in Rome (Italië).
In 2013 kwalificeerde Kozlova zich voor het eerst voor een WTA-hoofdtoernooi, op het toernooi van Cali. In 2015 kwalificeerde zij zich voor de prestigieuze toernooien in Indian Wells en Miami. Later dat jaar debuteerde zij op een grandslamtoernooi doordat zij zich wist te kwalificeren voor het US Open.
Kozlova stond in 2017 voor het eerst in een WTA-finale, op het toernooi van Dalian – hier veroverde zij haar eerste titel, door de Russin Vera Zvonarjova te verslaan.
Haar beste resultaat op de grandslamtoernooien is het bereiken van de derde ronde, op het Australian Open 2023. Haar hoogste notering op de WTA-ranglijst is de 62e plaats, die zij bereikte in februari 2018.

### Dubbelspel
Kozlova was in het dubbelspel minder actief dan in het enkelspel. Zij debuteerde in 2008 op het ITF-toernooi van Charkov (Oekraïne), samen met landgenote Elina Svitolina. Zij stond in 2009 voor het eerst in een finale, op het ITF-toernooi van Charkov (Oekraïne), weer samen met Svitolina – zij verloren van het duo Kateryna Avdiyenko en Marija Zjarkova. In 2010 veroverde Kozlova haar eerste titel, op het ITF-toernooi van Charkov (Oekraïne), weer samen met Svitolina, door het Oekraïense duo Valentina Ivachnenko en Aljona Sotnikova te verslaan. Tot op heden(juli 2023) won zij dertien ITF-titels, de meest recente in 2014 in Moskou (Rusland).
In 2012 speelde Kozlova voor het eerst op een WTA-hoofdtoernooi, op het toernooi van Tasjkent, samen met landgenote Valentina Ivachnenko – zij bereikten er de tweede ronde. In 2018 speelde zij voor het eerst op een grandslamtoernooi, op het Australian Open, samen met de Kazachse Joelija Poetintseva. Haar beste resultaat op de WTA-toernooien is het bereiken van de halve finale, op de Moscow River Cup van 2018 met Russin Natalja Vichljantseva aan haar zijde.
Haar beste resultaat op de grandslamtoernooien is het bereiken van de tweede ronde. Haar hoogste notering op de WTA-ranglijst is de 139e plaats, die zij bereikte in oktober 2012.

### Tennis in teamverband
In 2015 en 2019 maakte Kozlova deel uit van het Oekraïense Fed Cup-team – zij vergaarde daar een winst/verlies-balans van 4–3.

## Posities op deWTA-ranglijst
Positie per einde seizoen:
| jaar | rang enkelspel | rang dubbelspel |
| ---- | -------------- | --------------- |
| 2009 | 916            | 782             |
| 2010 | 374            | 326             |
| 2011 | 343            | 243             |
| 2012 | 192            | 141             |
| 2013 | 204            | 281             |
| 2014 | 135            | 227             |
| 2015 | 165            | –               |
| 2016 | 98             | –               |
| 2017 | 86             | 617             |
| 2018 | 99             | 237             |
| 2019 | 89             | 433             |
| 2020 | 106            | 282             |
| 2021 | 142            | 1320            |
| 2022 | 138            | –               |

## Resultaten grandslamtoernooien
| Legenda | Legenda                          |
| ------- | -------------------------------- |
| g.t.    | geen toernooi gehouden           |
| l.c.    | lagere categorie                 |
| –       | niet deelgenomen                 |
| G       | uitgeschakeld in de groepsfase   |
| 1R      | uitgeschakeld in de eerste ronde |
| 2R      | uitgeschakeld in de tweede ronde |
| 3R      | uitgeschakeld in de derde ronde  |
| 4R      | uitgeschakeld in de vierde ronde |
| KF      | uitgeschakeld in de kwartfinale  |
| HF      | uitgeschakeld in de halve finale |
| F       | de finale verloren               |
| W       | het toernooi gewonnen            |
| w-v     | winst/verlies-balans             |

### Enkelspel
| toernooi        | 2015 | 2016 | 2017 | 2018 | 2019 | 2020 | 2021 |    | 2023 |
| --------------- | ---- | ---- | ---- | ---- | ---- | ---- | ---- | -- | ---- |
| Australian Open | –    | –    | 1R   | 1R   | 1R   | 1R   | –    | 3R |      |
| Roland Garros   | –    | –    | 1R   | 2R   | 2R   | 1R   | 1R   | 1R |      |
| Wimbledon       | –    | 1R   | –    | 1R   | 1R   | g.t. | 1R   | 1R |      |
| US Open         | 1R   | 1R   | 2R   | 1R   | 1R   | 2R   | –    |    |      |

### Vrouwendubbelspel
| toernooi        | 2018 | 2019 | 2020 |    | 2023 |
| --------------- | ---- | ---- | ---- | -- | ---- |
| Australian Open | 1R   | –    | 1R   | –  |      |
| Roland Garros   | 1R   | –    | 2R   | –  |      |
| Wimbledon       | 1R   | 2R   | g.t. | 2R |      |
| US Open         | 1R   | 1R   | –    |    |      |

## Palmares
| Legenda                 |
| ----------------------- |
| Grandslamtoernooi       |
| Olympische Spelen       |
| Year-End Championships  |
| Premier Mandatory       |
| Premier Five / WTA 1000 |
| Premier / WTA 500       |
| International / WTA 250 |
| Challenger / WTA 125    |

### WTA-finaleplaatsen enkelspel
| nr.              | finale     | toernooi      | ondergrond    | tegenstandster   | score         |         |
| ---------------- | ---------- | ------------- | ------------- | ---------------- | ------------- | ------- |
| gewonnen finales |            |               |               |                  |               |         |
| 1.               | 2017-09-10 | WTA Dalian    | hardcourt     | Vera Zvonarjova  | 6-4, 6-2      | details |
| verloren finales |            |               |               |                  |               |         |
| 1.               | 2018-02-04 | WTA Taiwan    | hardcourt (i) | Tímea Babos      | 5-7, 1-6      | details |
| 2.               | 2022-11-13 | WTA Colina    | gravel        | Mayar Sherif     | 6-3, 6-7, 5-7 | details |
| 3.               | 2023-07-23 | WTA Boedapest | gravel        | Maria Timofejeva | 3-6, 6-3, 0-6 | details |

### WTA-finaleplaatsen dubbelspel
geen